# Аллен, Марсель
Паскаль Мари Эдуард Марсель Аллен (фр. Pascal Marie Édouard Marcel Allain, 15 сентября 1885, Париж — 25 августа 1969, Сен-Жермен-ан-Ле — французский писатель и журналист, автор около 400 произведений. Известен прежде всего циклом романов о Фантомасе, написанных в соавторстве с Пьером Сувестром. В начале карьеры (до 1930) писал под псевдонимами Alain Darcel, M.A. de Sira, Joël, René Mantin, Maurice Gillat, Marcel Sergy

## Биография
Марсель Аллен родился в Париже в семье Марии Визинье и Эдмона Аллена, адвоката, имевшего докторскую степень не только по уголовному праву, но и по медицине. Сам Аллен тоже выучился на юриста, после лицея работал в Парижском суде, клерком у одного из адвокатов. Благодаря своей должности сумел проникнуть в камеру тюрьмы Санте, где держали в заключении знаменитую преступницу Амели Эли по кличке Золотая Каска (фр. Casque d'Or), и взял у неё интервью для газеты «Le Petit Parisien» (впрочем, газетой интервью было отвергнуто). Занялся журналистикой, в июне 1906 года опубликовав первую статью под названием «Месть моряка» (фр. La Vengeance du marin) в журнале «Наш досуг» (фр. Nos Loisirs, приложение к Le Petit Parisien).
В 1907 году он познакомился с Пьером Сувестром, известным к тому времени журналистом, и стал его секретарём. Сначала Аллен писал статьи, которые Сувестр публиковал под своим именем.
С 1909 года Аллен получает право ставить подпись рядом с именем Сувестра. Так появляется пьеса в двух актах «Земля дрожит» по новелле Сувестра «Пианто». В том же году был написан детективный роман о спорте «Рур», где впервые появляется инспектор Жермен Фузилье, который потом станет постоянным персонажем романов о Фантомасе.
Умер в понедельник, 25 августа, в возрасте 84 лет в больнице города Сен-Жермен-ан-Ле, куда его привезли после кровоизлияния в мозг. Похороны состоялись в пятницу, 29 августа 1969 года, в 15 часов на кладбище Пер-Лашез, в строжайшей конфиденциальности, согласно воле покойного.

### Цикл романов о Фантомасе
Сотрудничество двух писателей продолжилось спортивно-детективным романом "Рур" (фр. Le Rour; 1909), напечатанным в газете "Авто" и романом "Фур" (фр. Le Four; 1909) в газете "Вело". Второй является анонимной пародией на "Рур". Затем в 1910, были напечатаны их совместные романы «Отпечаток» (фр. L'Empreinte) в газете "Авто" и «Рояльда» (фр. La Royalda) в газете "Комедия", где впервые появились журналист Фандор и комиссар Жюв, которые позже станут героями цикла о Фантомасе.
В феврале 1911 года Сувестр и Аллен по заказу издателя А. Файара, который хотел начать выпуск нового ежемесячного журнала, написали роман «Фантомас» — первый из цикла о неуловимом преступнике. Роман пользовался успехом, и цикл продолжился. К 1913 году было написано тридцать два романа. Помимо цикла о Фантомасе, Сувестр и Аллен были авторами цикла шпионских детективов «Наз-ан-л'эр» (фр. Naz-en-l’Air; 15 романов) и приключенческих романов «Тити-гвардеец» (фр. Titi-le-Moblot; 5 романов).
После смерти Сувестра в феврале 1914 года Аллен написал, издав под своим именем, задуманные вместе с соавтором романы «Револьтозо» и «Рыцарь Панаш» (1926). Позднее Аллен самостоятельно продолжил цикл о Фантомасе, написав ещё одиннадцать романов (циклами «Новые приключения Фантомаса» в 1925—1926 и 1933—1935 и отдельными романами в 1946, 1948, 1963). Он начал несколько новых циклов («Зизи, победитель бошей», «Фатала» и др.), но ни один из них не имел такого успеха, как цикл о Фантомасе. В 1926 году Аллен женился на подруге Сувестра Анриетте Кистлер.
Аллен писал и романы вне циклов в разных жанрах: «Госпожа Сатана» (1934), «Господин Никто» (1936), «На лыжне» (1939), «Человек, который встретится с собой» (1942), «Женщины-ловушки» (1958). В общем Аллен был автором около 400 романов.
Известность Фантомаса мешала писателю, он говорил:

Всякий раз, когда я приношу в издательство или на киностудию новый роман или сценарий, мне отвечают одно и то же: «Дайте-ка нам лучше продолжение „Фантомаса“…» Господи, как мне осточертел этот Фантомас! Он меня когда-нибудь сведёт в могилу!